# Charles Melman
Charles Melman, né le 3 juillet 1931 à Paris et mort le 20 octobre 2022 à Paris , est un psychiatre et psychanalyste français d'orientation lacanienne.

## Biographie
Psychanalyste, Charles Melman est un élève de Jacques Lacan ainsi que de Georges Daumezon : il rencontre Lacan au cours de ses études de médecine, et sur les conseils de Jean Laplanche avec qui il préparait le concours de l’internat, il va le consulter. Assistant de Georges Daumezon au Centre Henri-Rousselle à l’hôpital Sainte-Anne, il coopère avec celui-ci au rapport du Congrès de psychiatrie et de neurologie de langue française de 1970, rapport intitulé « Apport de la psychanalyse à la sémiologie psychiatrique ».
À l'âge de 31 ans, il est responsable de la direction de l’École freudienne de Paris. À la demande de Jacques Lacan, il devient le directeur de la revue Scilicet, où il écrit une « Introduction critique à l’étude de l’hallucination », dont, selon Nicolas Dissez, « l’importance reste essentielle aujourd’hui ». Il publie aussi dans la revue Analytica, notamment l'article intitulé « Schreber, l’aventure paranoïaque ».
À la mort de Jacques Lacan, il fonde, en 1982, avec Jean Bergès, Marcel Czermak et Claude Dorgeuille, l'Association freudienne qui deviendra l’Association freudienne internationale puis l’Association lacanienne internationale (ALI), la plus importante en nombre des associations lacaniennes.
De 1983 à 2002, il tient un séminaire au sein de l’Association Lacanienne Internationale, au cours duquel, d'après Dissez,  il porte une attention régulière à la clinique des psychoses.
En 2010, il fonde l'École pratique des hautes études en psychopathologies (EPhEP) pour permettre à de futurs cliniciens d'avoir une formation solide en psychopathologie et en psychanalyse.
Nicolas Dissez écrit dans L'Évolution psychiatrique qu'« il a toute sa vie défendu les enjeux d’une psychanalyse renouvelée par l’enseignement de Jacques Lacan et soucieuse de ses liens avec la psychiatrie » et le dépeint comme un « psychanalyste aux prises de positions courageuses et parfois controversées. »

## Prises de position

### Concernant l'autisme
Charles Melman s'oppose au Troisième plan autisme, qui exclut la psychanalyse des méthodes d'intervention consensuelles sur la base des recommandations de la Haute Autorité de santé,. Il défend une causalité essentiellement psychique pour l'autisme, liée à l'organisation subjective de l'individu, en opposition au consensus scientifique qui souligne des particularités génétiques.
Il affirme ainsi qu'« il n'y a pas de causes génétiques » à l'autisme lors d'une interview donnée au Télégramme en février 2014, et attribue la « souffrance » des autistes à un problème rencontré par leur mère, :

« Le bébé autiste a souffert d'une chose très simple. Sa maman, qui peut être fort aimante au demeurant, n'a pas pu transmettre le sentiment du cadeau qu'il était pour elle et qui dès lors lui donnait sa place dans le discours qu'elle lui adressait, voire qu'elle lui chantait. Car la prosodie du discours maternel joue un rôle dans le développement de l'autisme. Si cette naissance se fait par exemple sous le signe d'un deuil (du père par exemple), elle ne pourra pas transmettre le bonheur de l'événement. »

Durant cette même interview, il compare les enfants autistes à des golems, des « organismes déshabités » et des ordinateurs vides laissés à eux-mêmes. Ces propos sont jugés insultants, et condamnés par de nombreuses associations de parents d'enfants autistes,, de même que par le député Daniel Fasquelle, lors d'une séance publique à l'Assemblée nationale le 8 décembre 2016.

### Concernant l'homosexualité
Charles Melman a écrit en 1976 l'entrée intitulée « homosexualité » de l'Encyclopædia Universalis (rééditée en 1990), dans laquelle il déclare qu'il s'agit d'une « perversion ». Il s'est ensuite opposé à l'autorisation du Pacte civil de solidarité pour les couples homosexuels.
Analysant son discours qu'ils qualifient d'homophobe, Acyr Maya et Luciana Marques soulignent son opposition à l'adoption par les couples homosexuels, en citant ses propos dans L'Homme sans gravité : « Imaginez un couple de femmes qui a adopté un enfant. Nous devrons faire face à l’inaltérable inégalité du couple, même si c’est dû au refus de l’enfant d’appeler les deux personnes par le même nom, car l’enfant appellera une des femmes maman et l’autre papa. Cet enfant, en tout cas, ne pourra pas appeler les deux femmes maman. Il ne pourra pas avoir deux mamans ! ».

## Publications
- Clinique psychanalytique et lien social, recueil d'articles, 1973-1990, éditions de l'A.L.I. (épuisé)
- Nouvelles études sur l'hystérie, séminaire 1982-1983, réédition Erès, 2010,  (ISBN 978-2-7492-1290-6)
- Les Structures lacaniennes des psychoses, séminaire 1983-1984, éditions de l'A.L.I.  (ISBN 2-87612-040-2)
- Nouvelles études sur l'inconscient, séminaire 1984-1985, éditions de l'A.L.I.  (ISBN 2-87612-039-9)
- Questions de clinique psychanalytique, séminaire 1985-1986, éditions de l'A.L.I.  (ISBN 2-87612-023-2)
- Refoulement et déterminisme des névroses, séminaire 1989-1990, éditions de l'A.L.I.  (ISBN 2-87612-049-6)
- La Nature du symptôme, séminaire 1990-1991, éditions de l'A.L.I.
- La Linguisterie, séminaire 1991-1993, éditions de l'A.L.I.  (ISBN 978-2-87612-071-6)
- Retour à Schreber, séminaire 1994-1995, éditions de l'A.L.I.  (ISBN 2-87612-036-4)
- Pour introduire à la psychanalyse aujourd'hui, séminaire 2001-2002, éditions de l'A.L.I.  (ISBN 2-87612-053-4)
- L'Homme sans gravité, jouir à tout prix : entretiens avec Jean-Pierre Lebrun, Denoël, 2002, (ISBN 2-207-25406-2)
- La nouvelle économie psychique, collection Humus, Erès, 2009.
- Travaux pratiques de clinique psychanalytique, Erès, 2013  (ISBN 978-2-7492-3458-8).
- Charles Melman en Bretagne (1995-2008), éditions de l'A.L.I., 2014.
- Problèmes posés à la psychanalyse: le séminaire, Erès, 2009, (ISBN 2-74-92110-85)
- Une enquête chez Lacan, édition Erès, 2012.
- Problèmes posés à la psychanalyse, réédition Erès, 2012.
- Travaux pratiques de clinique psychanalytique, réédition Erès, 2013.
- Entretiens à Bogota, éditions de l'A.L.I., 2014.
- Étude critique du séminaire RSI de Jacques Lacan, éditions de l'A.L.I., 2014.
- Trois leçons, Lacan et les anciens, Le métier de Zeus, Phédon, De l'âme, éditions de l'A.L.I., 2014  (ISBN 978-2-87612-069-3)
- D'un Autre à l'autre, deuxième tour, éditions de l'A.L.I., 2014.
- Lacan aux Antilles, entretiens psychanalytiques à Fort-de-France, Erès, 2014.
- Les Paranoïas, réédition Erès, 2014  (ISBN 978-2-7492-4269-9)
- La Névrose obsessionnelle, tome 1, Le signifiant, la lettre, réédition Erès, 2015  (ISBN 978-2-7492-4824-0)
- La Névrose obsessionnelle, tome 2, Étude des carnets de l'Homme aux rats de Freud, réédition Erès, 2015  (ISBN 978-2-7492-4827-1)
- Lacan tout contre Freud, éditions Erès, 2017  (ISBN 9782749254388)
- Introduction à la psychanalyse lacanienne, éditions de l'A.L.I., 2017  (ISBN 978-2-87612-100-3)
- Lacan élève effronté et impitoyable de Freud, éditions Erès, 2018